# Marek Targoński
Marek Targoński (ur. 1969 w Łapach) – polski rzeźbiarz, pedagog Akademii Sztuk Pięknych w Gdańsku.

## Życiorys
W latach 1990–1996 studiował na Wydziale Rzeźby w PWSSP (obecnie ASP) w Gdańsku. Dyplom w Pracowni Rzeźby prof. Franciszka Duszeńki w roku 1996, aneks w Pracowni Intermedialnej prof. Witosława Czerwonki. W latach 1997–2000 pracował jako asystent w Pracowni Rzeźby prof. Franciszka Duszeńki i w Pracowni Intermedialnej. Asystent w Pracowni Podstaw Projektowania na Wydziale Rzeźby w gdańskiej ASP. W 2005 r. obronił pracę doktorską, w 2013 otrzymał tytuł doktora habilitowanego. W latach 1992–1999 współpracował z Galerią Wyspa i Fundacją Wyspa Progress w Gdańsku.
W 1997 r. artysta otrzymał stypendialny pobyt w Kolonii (Projekt „Transfer”, Międzynarodowa wymiana artystów i wystaw, Nadrednia-Westfalia-Polska); a w 2002 r. otrzymał stypendium Ministra Kultury z Funduszu Promocji Twórczości.

## Wystawy
Indywidualne (do 2002 r.):
- 1994 „Obiekty”, BWA, Słupsk
- 1996 „Obszar procesu”, BWA Lublin – Galeria Labirynt 2
- 1998 „Schematy”, Galeria ON, Poznań
- 1998 „Poza funkcją”, Galeria Biała, Lublin
- 1999 „Prototypy”, Galeria Arsenał, Białystok
- 1999 „Prototypy 99”, Galeria Wyspa, Gdańsk
- 2000 „Przestrzeń Wspólna”, Galeria Wieża Ciśnień, Bydgoszcz
- 2001 „Obiekty pochodne”, BGSW – Baszta Czarownic, Słupsk
- 2002 „Imponderabilia”, Galeria Koło, Gdańsk

Zbiorowe (do 2007 r.):
- 1992 „Inne Media”, Galeria Wyspa, Gdańsk
- 1992 „Gdańskie Dni Niezależnych”, Otwarte Atelier, Gdańsk
- 1993 „Sztuka-Miasto-Maszyna, Prolog”, Centrum Rzeźby Polskiej, Orońsko
- 1993 „Sztuka-Miasto-Maszyna”, Otwarte Atelier, Gdańsk
- 1993 „Energetyczne Konstrukcje”, Halle K-18, Kassel, Niemcy
- 1993 „Lichthaus – Aussenraum – Kunstraum”, Lichthaus, Brema, Niemcy
- 1994 „Ucho Beethovena”, Otwarte Atelier, Gdańsk
- 1994 Pokaz multimedialny, Bałtycka Galeria Sztuki, Ustka
- 1994 Pokaz towarzyszący Międzynarodowym Warsztatom Multimedialnym – „Projekt Wyspa”, Otwarte Atelier, Dawna Łaźnia Miejska, Gdańsk
- 1994 Kolekcja, Galeria Wyspa, Gdańsk
- 1994 „Praxis”, Centrum Rzeźby Polskiej, Orońsko
- 1994 „Praxis”, Otwarte Atelier, Dawna Łaźnia Miejska, Gdańsk
- 1994 Kolekcja, Galeria BWA, Zielona Góra
- 1995 Kolekcja, Pracownia Chwilowa, Konin
- 1995 „Białko. Nowa Szkoła Gdańska”, Muzeum Artystów, Łódź
- 1995 „Endlos/Endless 1945–1995”, Dawna Łaźnia Miejska, Gdańsk
- 1995 „Fantom Hermeticum”, Galeria Spichrz 7, Gdańsk
- 1995 „Miejsce idei. Idea Miejsca”, Dziesięciolecie Galerii Wyspa, Dawna Łaźnia Miejska, Gdańsk
- 1995 „Pod jednym dachem.10 Polskich Galerii w Podewilu”, Podewil, Berlin, Niemcy
- 1996 Kolekcja, Galeria Wyspa, Gdańsk
- 1996 „Status Quo”. Najmłodsze pokolenie polskich artystów, Centrum Rzeźby Polskiej, Orońsko
- 1996 „Kolekcja 95 Galeria Wyspa”, Międzynarodowe Centrum Sztuki, Poznań
- 1996 „Status Quo”, Muzeum Narodowe, Warszawa
- 1996 „Metele”, Galeria Działań, Warszawa
- 1997 „Displacement/This Placement”, Künstlerhaus Bethanien, Berlin, Niemcy
- 1997 „Nieistniejąca pracownia”, Galeria Arsenał, Białystok
- 1997 „Miejsce Idei. Idea Miejsca”, Cable Factory, Helsinki, Finlandia
- 1997 „Simulacrum - multimedialne oblicza rzeźby”, Galeria Wyspa, Gdańsk
- 1997 „Kolekcja Sztuki Współczesnej na tysiąclecie Gdańska”, Dawna Łaźnia Miejska, Gdańsk
- 1998 „Transfer”, Muzeum im. Xawerego Dunikowskiego, Królikarnia, Warszawa
- 1998 „ArtGenda” II Biennale Młodych Artystów Basenu Morza Bałtyckiego, Kulturhuset, Sztokholm, Szwecja
- 1998 „Transfer”, Centrum Sztuki Współczesnej Łaźnia, Gdańsk
- 1998 „Suitcases”, Objazdowa seria wystaw, Biuro Kulturalne Miasta Kotka, Kotka, Finlandia
- 1998 „Transfer”, Galeria Sztuki Współczesnej Bunkier Sztuki, Kraków
- 1998 „Transfer”, Von der Heydt-Museum, Wuppertal, Niemcy
- 1998 „Transfer”, Museum Bochum, Bochum, Niemcy
- 1999 „Public Relations”, Centrum Sztuki Współczesnej Łaźnia, Gdańsk
- 1999 „Scalar”, Galeria Spiż 7, Gdańsk
- 2000 „+ / _ Centaur”, Galeria Spiż 7, Gdańsk
- 2000 „Pryncipium”, Galeria Spiż 7, Gdańsk
- 2001 „Poza Postmodernizm”, Galeria Kameralna, BWA, Słupsk
- 2001 „Topografia Pamięci” - Polska Sztuka Współczesna, spichlerz portowy w Vegesack, Brema, Niemcy
- 2002 „Władza Ludu”, Galeria Arsenał, Białystok
- 2002 „Między Naturą a Kulturą”, Galeria Bielska BWA, Bielsko-Biała
- 2003 „Sztuka III RP”, Re-prezentacja faktów artystycznych Triennale Młodych Centrum Rzeźby Polskiej, Orońsko
- 2004 „Majówka artystyczna”, Galeria Modelarnia w Gdańsku
- 2004 „Polonium 209”. Art. Contemporain Polonais, Tuluza, Francja
- 2005 „Pamięć i Uczestnictwo”. Wystawa na jubileusz Sierpnia ’80 i Solidarności, Muzeum Narodowe, Gdańsk
- 2005 „60 lat Akademii Sztuk Pięknych w Gdańsku”, Muzeum Narodowe, Gdańsk
- 2006 „Demos kratos – władza ludu”, Galeria Klimy Bocheńskiej, Centrum Artystyczne Fabryka Trzciny, Warszawa
- 2007 „Demos kratos – władza ludu”, Galeria Bielska BWA, Bielsko-Biała
- 2007 „Demos kratos – władza ludu”, Galeria BWA, Zielona Góra

## Nagrody
- 2008: Nagroda Prezydenta Miasta Gdańska w Dziedzinie Kultury z okazji jubileuszu 10-lecia miejskiej instytucji kultury Centrum Sztuki Współczesnej „Łaźnia”[3]
- 2012: nagroda główna w ogłoszonym przez Politechnikę Gdańską ogólnokrajowym konkursie na koncepcję upamiętniającą osobę Daniela Gabriela Fahrenheita[4]